# ATP Philadelphia

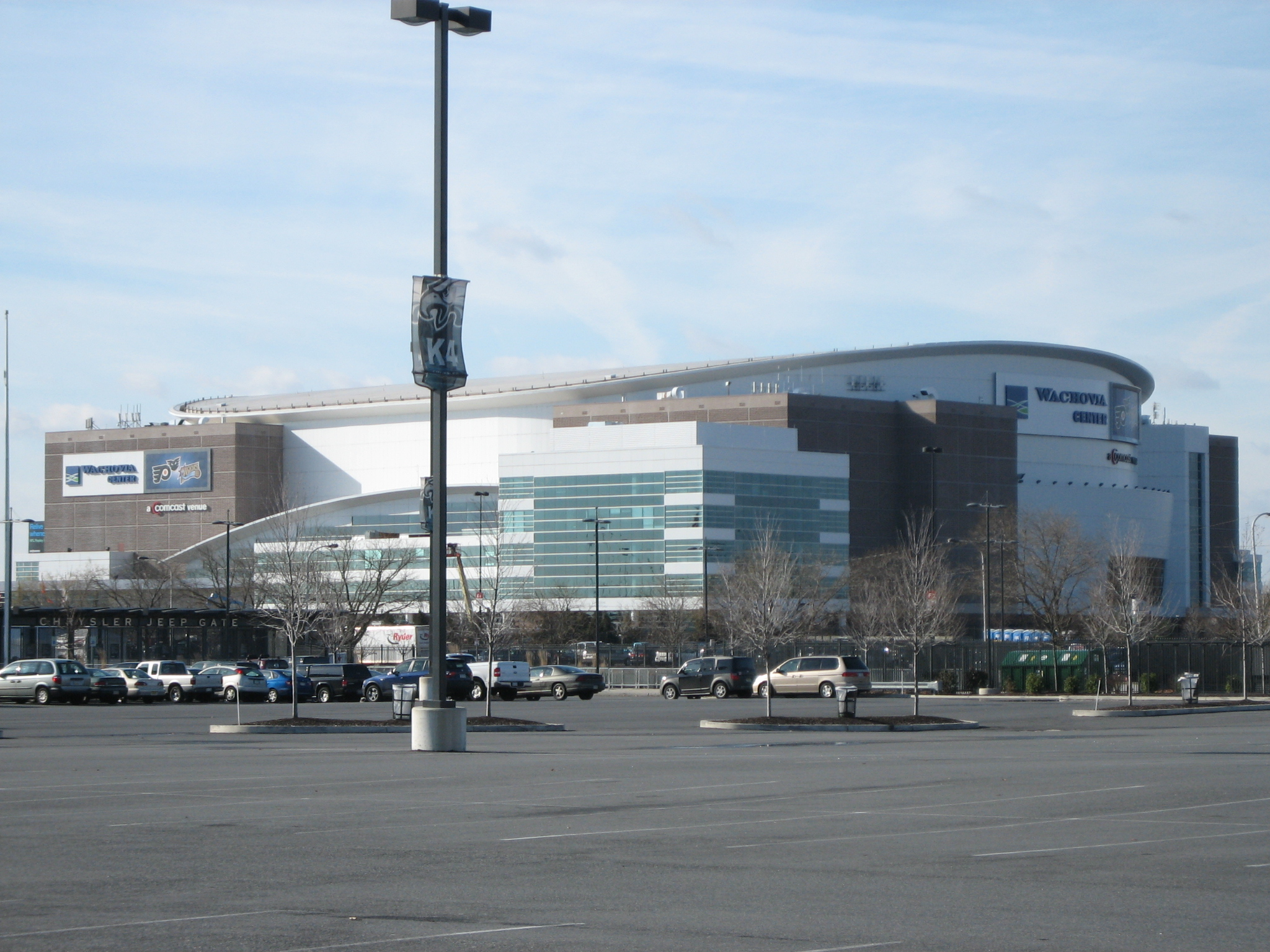
Das Wells Fargo Center, letzter Veranstaltungsort des Turniers

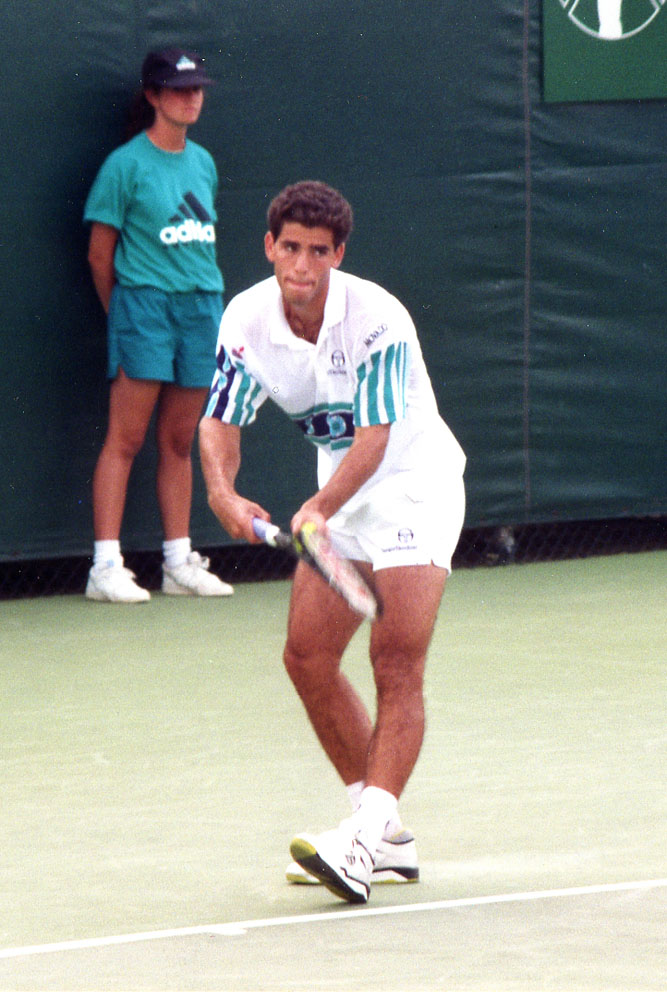
Pete Sampras gewann in Philadelphia seinen ersten Titel

Das ATP-Turnier in Philadelphia (offiziell U.S. Pro Indoor) war ein Herren-Tennisturnier, das von 1968 bis 1998 in Philadelphia ausgetragen wurde.

## Geschichte
Gespielt wurde in der Halle, zunächst auf Teppich; in den Jahren 1992, 1997 und 1998 wurde auf Hartplätzen gespielt. Veranstaltungsort war bis 1996 das Philadelphia Spectrum, die letzten beiden Auflagen des Turniers fanden im Wells Fargo Center statt. Das Turnier war Teil der ATP Championship Series, die zweithöchsten in der ATP Tour.
Die ersten Jahre von 1968 bis 1977 war das Turnier Teil der World Championship Tennis. Von 1978 bis zu dessen Auflösung 1989 war das Turnier Teil des Grand Prix Tennis Circuit, ehe es 1990 mit in die ATP Tour aufging, wo 1998 die letzte Ausgabe gespielt wurde.

## Siegerliste
Rekordsieger des Turniers mit jeweils vier Titeln und zwei weiteren Finalteilnahmen sind Jimmy Connors und John McEnroe. Ebenfalls viermal triumphieren konnten Rod Laver und Pete Sampras, der hier sein erstes Turnier auf der ATP Tour gewann. Auch im Doppel ist McEnroe Rekordsieger, mit seinem Doppelpartner Peter Fleming konnte er die Doppelkonkurrenz dreimal für sich entscheiden.

### Einzel
| Jahr | Sieger            | Finalisten       | Finalergebnis             |
| ---- | ----------------- | ---------------- | ------------------------- |
| 1998 | Pete Sampras (4)  | Thomas Enqvist   | 7:5, 7:63                 |
| 1997 | Pete Sampras (3)  | Patrick Rafter   | 5:7, 7:64, 6:3            |
| 1996 | Jim Courier       | Chris Woodruff   | 6:4, 6:3                  |
| 1995 | Thomas Enqvist    | Michael Chang    | 0:6, 6:4, 6:0             |
| 1994 | Michael Chang     | Paul Haarhuis    | 6:3, 6:2                  |
| 1993 | Mark Woodforde    | Ivan Lendl       | 5:4 aufgg.                |
| 1992 | Pete Sampras (2)  | Amos Mansdorf    | 6:1, 7:64, 2:6, 7:62      |
| 1991 | Ivan Lendl (2)    | Pete Sampras     | 5:7, 6:4, 6:4, 2:6, 6:3   |
| 1990 | Pete Sampras (1)  | Andrés Gómez     | 7:6, 7:5, 6:2             |
| 1989 | Boris Becker      | Tim Mayotte      | 7:6, 6:1, 6:3             |
| 1988 | Tim Mayotte (2)   | John Fitzgerald  | 4:6, 6:2, 6:2, 6:3        |
| 1987 | Tim Mayotte (1)   | John McEnroe     | 3:6, 6:1, 6:3, 6:1        |
| 1986 | Ivan Lendl (1)    | Tim Mayotte      | kampflos                  |
| 1985 | John McEnroe (4)  | Miloslav Mečíř   | 6:3, 7:6, 6:1             |
| 1984 | John McEnroe (3)  | Ivan Lendl       | 6:3, 3:6, 6:3, 7:6        |
| 1983 | John McEnroe (2)  | Ivan Lendl       | 4:6, 7:6, 6:4, 6:3        |
| 1982 | John McEnroe (1)  | Jimmy Connors    | 6:3, 6:3, 6:1             |
| 1981 | Roscoe Tanner     | Wojciech Fibak   | 6:2, 7:6, 7:5             |
| 1980 | Jimmy Connors (4) | John McEnroe     | 6:3, 2:6, 6:3, 3:6, 6:4   |
| 1979 | Jimmy Connors (3) | Arthur Ashe      | 6:3, 6:4, 6:1             |
| 1978 | Jimmy Connors (2) | Roscoe Tanner    | 6:2, 6:4, 6:3             |
| 1977 | Dick Stockton     | Jimmy Connors    | 3:6, 6:4, 3:6, 6:1, 6:2   |
| 1976 | Jimmy Connors (1) | Björn Borg       | 7:6, 6:4, 6:0             |
| 1975 | Marty Riessen     | Vitas Gerulaitis | 7:61, 5:7, 6:2, 6:70, 6:3 |
| 1974 | Rod Laver (4)     | Arthur Ashe      | 6:1, 6:4, 3:6, 6:4        |
| 1973 | Stan Smith        | Robert Lutz      | 7:62, 7:65, 4:6, 6:4      |
| 1972 | Rod Laver (3)     | Ken Rosewall     | 4:6, 6:2, 6:2, 6:2        |
| 1971 | John Newcombe     | Rod Laver        | 7:65, 7:61, 6:4           |
| 1970 | Rod Laver (2)     | Tony Roche       | 6:3, 8:6, 6:2             |
| 1969 | Rod Laver (1)     | Tony Roche       | 7:5, 6:4, 6:4             |
| 1968 | Manuel Santana    | Jan Leschly      | 8:6, 6:3                  |

### Doppel
| Jahr | Sieger                                        | Finalisten                                    | Finalergebnis                                 |
| ---- | --------------------------------------------- | --------------------------------------------- | --------------------------------------------- |
| 1998 | Jacco Eltingh (2) Paul Haarhuis (2)           | David Macpherson Richey Reneberg              | 7:6, 6:7, 6:2                                 |
| 1997 | Sébastien Lareau Alex O’Brien                 | Ellis Ferreira Patrick Galbraith              | 6:3, 6:3                                      |
| 1996 | Todd Woodbridge (2) Mark Woodforde (2)        | Byron Black Grant Connell                     | 7:6, 6:2                                      |
| 1995 | Jim Grabb (2) Jonathan Stark                  | Paul Haarhuis Jacco Eltingh                   | 7:6, 6:7, 6:3                                 |
| 1994 | Jacco Eltingh (1) Paul Haarhuis (1)           | Jim Grabb Jared Palmer                        | 6:3, 6:4                                      |
| 1993 | Jim Grabb (1) Richey Reneberg                 | Marcos Ondruska Brad Pearce                   | 6:7, 6:3, 6:0                                 |
| 1992 | Todd Woodbridge (1) Mark Woodforde (1)        | Jim Grabb Richey Reneberg                     | 6:4, 7:6                                      |
| 1991 | Rick Leach (2) Jim Pugh (2)                   | Udo Riglewski Michael Stich                   | 6:4, 6:4                                      |
| 1990 | Rick Leach (1) Jim Pugh (1)                   | Grant Connell Glenn Michibata                 | 3:6, 6:4, 6:2                                 |
| 1989 | Paul Annacone Christo van Rensburg            | Jim Grabb Jim Pugh                            | 6:3, 7:5                                      |
| 1988 | Kelly Evernden Johan Kriek                    | Kevin Curren Danie Visser                     | 7:6, 6:3                                      |
| 1987 | Sergio Casal Emilio Sánchez Vicario           | Christo Steyn Danie Visser                    | 3:6, 6:1, 7:6                                 |
| 1986 | Scott Davis David Pate                        | Stefan Edberg Anders Järryd                   | 7:6, 3:6, 6:3, 7:5                            |
| 1985 | Mats Wilander Joakim Nyström                  | Wojciech Fibak Sandy Mayer                    | 3:6, 6:2, 6:2                                 |
| 1984 | Peter Fleming (3) John McEnroe (3)            | Henri Leconte Yannick Noah                    | 6:2, 6:3                                      |
| 1983 | Kevin Curren Steve Denton                     | Peter Fleming John McEnroe                    | 6:4, 7:6                                      |
| 1982 | Peter Fleming (2) John McEnroe (2)            | Sherwood Stewart Ferdi Taygan                 | 7:6, 6:4                                      |
| 1981 | Sherwood Stewart Marty Riessen (2)            | Brian Gottfried Raúl Ramírez                  | 6:2, 6:2                                      |
| 1980 | Peter Fleming (1) John McEnroe (1)            | Brian Gottfried Raúl Ramírez                  | 6:3, 7:6                                      |
| 1979 | Wojciech Fibak Tom Okker (2)                  | Peter Fleming John McEnroe                    | 5:7, 6:1, 6:3                                 |
| 1978 | Bob Hewitt (2) Frew McMillan (2)              | Vitas Gerulaitis Sandy Mayer                  | 6:4, 6:4                                      |
| 1977 | Bob Hewitt (1) Frew McMillan (1)              | Wojciech Fibak Tom Okker                      | 6:1, 1:6, 6:3                                 |
| 1976 | Rod Laver Dennis Ralston                      | Bob Hewitt Frew McMillan                      | 7:66, 7:63                                    |
| 1975 | Brian Gottfried (2) Raúl Ramírez              | Dick Stockton Erik van Dillen                 | 3:6, 6:3, 7:64                                |
| 1974 | Pat Cramer Mike Estep                         | Jean-Baptiste Chanfreau Georges Goven         | 6:1, 6:1                                      |
| 1973 | Brian Gottfried (1) Dick Stockton             | Roy Emerson Rod Laver                         | 4:6, 6:3, 6:4                                 |
| 1972 | Arthur Ashe Robert Lutz                       | John Newcombe Tony Roche                      | 6:3, 6:7, 6:3                                 |
| 1971 | Wettbewerb nach dem Viertelfinale abgebrochen | Wettbewerb nach dem Viertelfinale abgebrochen | Wettbewerb nach dem Viertelfinale abgebrochen |
| 1970 | Ilie Năstase Ion Țiriac                       | Arthur Ashe Dennis Ralston                    | 6:4, 6:3                                      |
| 1969 | Tom Okker (1) Marty Riessen (1)               | John Newcombe Tony Roche                      | 8:6, 6:4                                      |
| 1968 | kein Doppel ausgespielt                       | kein Doppel ausgespielt                       | kein Doppel ausgespielt                       |